# Cucullia prolai
Cucullia prolai là một loài bướm đêm trong họ Noctuidae.